# Oberndorf bei Salzburg
Oberndorf bei Salzburg är en stad och kommun i förbundslandet Salzburg i Österrike. Kommunen har 6 097 invånare (2024), på en yta av 4,55 km². Staden ligger vid floden Salzach, cirka 17,5 kilometer nordväst om Salzburg. På andra sidan floden ligger staden Laufen i Bayern i Tyskland. Laufen delades i två delar med en nationsgräns däremellan som följd av nya gränsdragningar efter Napoleonkrigen.
Staden har blivit världsberömd, tack vare att julsången Stilla natt (tyska: Stille Nacht) för första gången framfördes i stadens kyrka på julaftonen 1818.

## Indelning
Kommunen består av två orter (Ortschaften) (inom parentes invånarantal 1 januari 2024):
- Haidenöster (21)
- Oberndorf bei Salzburg (6 076)